# Канал Дюнкерк — Шельда
50°15′59″ пн. ш. 3°18′04″ сх. д. / 50.26638889° пн. ш. 3.30111111° сх. д.
Канал Дюнкерк-Шельда (фр. Canal Dunkerque-Escaut) — низка історичних каналів довжиною 189 км і каналізована річка Шельда, що були суттєво перебудовані з середини 1950-х років до бл. 1980 рік, з деякими новими ділянками, від Дюнкерка до бельгійського кордону в Мортань-дю-Норд. 
Існуючі канали (наведені нижче) були випрямлені та розширені; були побудовані нові шлюзи, також на річці Шельда, від перетину в Бушені до кордону. Деякі автори поділяють водний шлях на власне канал і каналізовану річку Шельду, але нинішня практика полягає у використанні простої назви. 
Канал був побудований для великих комерційних суден довжиною до 85 м і шириною 11,50 м (і довжиною буксирів 143 м).
Увесь маршрут додатково модернізується, щоб забезпечити розміри європейського класу Vb, для буксирів 185 м та шириною 11,50 м і моторних барж довжиною до 125 м, як частину поточних інвестицій ЄС у водний коридор Сена — Шельда — Рейн, що містить новий канал Сена — Північна Європа.